# Hubert Müller (Theologe)
Hubert Müller (* 15. November 1936 in Lechtingen; † 6. Januar 1995 in Osnabrück) war ein deutscher  römisch-katholischer Priester, Theologe und  Kirchenrechtler.

## Werdegang
Nach dem Abitur am Gymnasium Carolinum in Osnabrück im Jahre 1957 studierte Müller Philosophie und Theologie in Sankt Georgen (Frankfurt), Münster und Osnabrück. In Münster trat er im 1959 der katholischen Studentenverbindung W.K.St.V. Unitas Ruhrania bei. Am 2. Februar 1963 empfing er die Priesterweihe und war daraufhin bis 1965 in Bremen und Osnabrück als Vikar in der Gemeindeseelsorge tätig. Anlässlich seiner Priesterweihe wurde Müller zum Ehrenmitglied seines Heimatvereins Sportfreunde Lechtingen ernannt.
Kurz nach dem Ende des Zweiten Vatikanischen Konzils entsandte ihn sein Diözesanbischof Helmut Hermann Wittler zum Studium des Kanonischen Rechts nach Rom, wo er 1967 das Lizentiat im Kanonischen Recht erwarb. Unter seinem Lehrer Pater Jean Beyer SJ promovierte Müller 1969 zum Doktor des Kanonischen Rechts mit einer Arbeit „Zum Verhältnis zwischen Episkopat und Presbyterat im Zweiten Vatikanischen Konzil“. Diese Arbeit wurde zu einem Standardwerk des kirchlichen Verfassungsrechts.
In den Jahren 1970 bis 1972 war Müller Domvikar in Osnabrück, Sekretär des Bischofs, Domzeremoniar sowie als Ehebandverteidiger und Vizeoffizial am Diözesangericht tätig und sammelte dort praktische liturgische, pastorale und kirchenrechtliche Erfahrungen.
Als Stipendiat der Deutschen Forschungsgemeinschaft (DFG) nahm Hubert Müller 1972 Studien bei Rudolf Weigand in Würzburg auf, die er 1975 durch die Habilitation mit dem kirchenrechtsgeschichtlichen Thema Der Anteil der Laien an der Bischofswahl. Ein Beitrag zur Geschichte der Kanonistik von Gratian bis Gregor IX. zum Dr. theol. habil. für das Fach Kirchenrecht abschloss.
Daraufhin war er zunächst Privatdozent an den Universitäten Würzburg und Münster, ordentlicher Professor für Kirchenrecht und kirchliche Rechtsgeschichte an der damaligen Kirchlichen Gesamthochschule Eichstätt und schließlich von 1980 bis zu seinem Tode im Jahr 1995 ordentlicher Professor für Kirchenrecht und kirchliche Rechtsgeschichte sowie Direktor des Kirchenrechtlichen Seminars an der Universität Bonn.
Des Weiteren war Müller Gastprofessor (professor invitatus) an der Kanonistischen Fakultät der Päpstlichen Universität Gregoriana.
Müller wurde auch international bekannt durch seine Mitarbeit an Handbüchern zum nachkonziliaren Kirchenrecht.
1997 erschien die Gedenkschrift für Hubert Müller „Kirchliches Recht als Freiheitsordnung“; aus dem Vorwort: „Der Titel ... greift die Leitidee auf, unter die H. Müller seine Forschungs-, Lehr- und Beratungstätigkeit gestellt sah. Die auf Kardinal Ratzinger zurückgehende, von H. Müller gern zitierte Aussage 'Wer Freiheit will, darf daher nicht Rechtlosigkeit, sondern muß rechtes Recht als Recht, in dem Freiheit beachtet wird, erstreben' ist nur ein Beispiel für das Aufnehmen theologischer Vorgaben anderer Disziplinen, um sie für die Kirchenrechtswissenschaft fruchtbar zu machen.“
Hubert Müller ist beerdigt bei den Priestergräbern des Friedhofs der Katholischen Kirchengemeinde St. Alexander Wallenhorst.

## Werke (Auswahl)
- Liebend in der Welt. Erwägungen über die apostolische Welthaftigkeit der Säkularinstitute. Leutesdorf am Rhein 1968.
- Zum Verhältnis zwischen Episkopat und Presbyterat im Zweiten Vatikanischen Konzil. Eine rechtstheologische Untersuchung. (= Wiener Beiträge zur Theologie), Wien 1971.
- Der Anteil der Laien an der Bischofswahl. Ein Beitrag zur Geschichte der Kanonistik von Gratian bis Gregor IX. Amsterdam 1977.
- Das Gesetz der Kirche "zwischen" amtlichem Anspruch und konkretem Vollzug. Annahme und Ablehnung universalkirchlicher Gesetze als Anfrage an die Kirchenrechtswissenschaft. München 1978.
- Grundriß des nachkonziliaren Kirchenrechts. Hrsg. von Joseph Listl, Hubert Müller und Heribert Schmitz, Regensburg 1980.
- Handbuch des katholischen Kirchenrechts. Hrsg. von Joseph Listl, Hubert Müller und Heribert Schmitz, Regensburg 1983.
- Forschungen zur Kirchenrechtswissenschaft. Hrsg. von Rudolf Weigand und Hubert Müller, Würzburg 1986 ff.
- Die Bischofskonferenz. Theologischer und juridischer Status. Hrsg. von H.J. Pottmeyer und Hubert Müller, Düsseldorf 1989.